# One way (シドの曲)
「one way」（ワンウェイ）は、シドのメジャー4作目のシングル。2009年11月11日にキューンレコードから発売された。

## 概要
- 前作から約半年ぶりのリリース。
- 初回盤にはAとBタイプがあり、それぞれに収録内容の異なるライブ映像DVDが同梱されている。
- PVで史上初の360度回転式のクレーンを用いている。しかし撮影中は、高所に広いとはいえないステージ、さらに金網床で壁面なしとあって、高所恐怖症だった明希を始め、メンバー全員が「怖い」を連呼していた[要出典]。
- この曲でミュージックステーションに二度目の出演。全くの偶然であるが、出演日はマオの母親の誕生日であった。なお前作「嘘」で出演した際の日はマオの父親の誕生日であった。

## 収録内容
| 全作詞: マオ。 |                                                 |           |           |               |                  |      |
| #              | タイトル                                        | 作詞      | 作曲      | 編曲          |                  | 時間 |
| 1.             | 「one way」                                     | マオ      | 御恵明希  | シド          | 追編曲: 加藤貴之 | 3:32 |
| 2.             | 「怪盗ネオン」                                  | マオ      | Shinji    | シド & 西平彰 |                  | 3:51 |
| 3.             | 「土曜日の女 (Live from SID TOUR 2009 hikari)」 | マオ      | 御恵明希  | シド & sakura |                  | 4:00 |
| 合計時間:      | 合計時間:                                       | 合計時間: | 合計時間: | 合計時間:     | 11:23            |      |

## 楽曲解説
1. one way
フジテレビ系『ウチくる!?』エンディングテーマ
今楽曲よりギタリストの加藤貴之がAdditional Arangementとして参加。加藤はベース・御恵明希のソロ活動時のライブでギタリストを務めている。
歌詞がマオの学生時代の頃のことが書かれており、先生や大人は自分の敵となっている。また、かなりふざけた歌詞にもなっていると語っている。

## 収録アルバム
1. one way
  - 6thスタジオ・アルバム『dead stock』
  - 2ndベスト・アルバム『SID ALL SINGLES BEST』
2. 怪盗ネオン
  - 2ndカップリング・ベスト『Side B complete collection〜e.B 2〜』